# Hybovalgus versicolor
Hybovalgus versicolor är en skalbaggsart som beskrevs av Moser 1908. Hybovalgus versicolor ingår i släktet Hybovalgus och familjen Cetoniidae. Inga underarter finns listade i Catalogue of Life.